# Strategispil
Strategispil er en type spil, hvor formålet med spillet er at opnå en række mål, ved at tænke strategisk. Strategispillets oprindelse fortaber sig i tidernes tåger, men Go kan nævnes som et spil der er flere tusinde år gammelt. I nyere tid er brætspil som Axis & Allies og RISK populære eksempler, og efter hjemmecomputeren har gjort sit indtog er genren blevet udvidet med mange nye titler.

## Klassiske strategiske brætspil
- Go
- Skak
- Tafl-spil

## Moderne strategiske brætspil
- Axis & Allies
- Risk
- Stratego

## Strategiske computerspil
Computerbaserede strategispil findes overordnet i to afskygninger. I tur-baserede spil skiftes spillerne til at træffe de strategiske beslutninger. I realtidsspil agerer alle spillere samtidig, om man er således ikke sikret en tur, hvis man tænker længe over et træk.

## Galleri
- Risk Legacy, en Risk-variant
- Freeciv, et computer-strategispil
- Hnefatafl

| computerspil | Spire Denne computerspilsrelaterede artikel er en spire som bør udbygges. Du er velkommen til at hjælpe Wikipedia ved at udvide den. |